# Bpifrance
Ne doit pas être confondu avec BPI Group.
Pour les articles homonymes, voir Bpi.
Bpifrance est une banque publique d'investissement française, ayant pour mission le financement et le développement des entreprises. Elle est née à la fin de l'année 2012 du regroupement d'Oséo, de CDC Entreprises, du Fonds stratégique d'investissement (FSI) et du FSI Régions. Elle est en particulier chargée de soutenir les petites et moyennes entreprises, les entreprises de taille intermédiaire et les entreprises innovantes en appui des politiques publiques de l'État et des régions. Son siège est situé à Maisons-Alfort, dans le Val-de-Marne.
Bpifrance est présidée par la Caisse des dépôts, représentée par son directeur général. Elle est dirigée depuis sa création par Nicolas Dufourcq, ex-directeur de la filiale Wanadoo de France Telecom (Orange) et ex-directeur financier de Capgemini.
Bpifrance est une banque directement supervisée par la Banque centrale européenne. Ses ressources proviennent en majorité des marchés financiers et d'investisseurs privés, même si son capital est détenu par la Caisse des dépôts et l'État.

## Histoire

### Prédécesseurs

#### Oséo
Bpifrance est le résultat de nombreux regroupements, dont le premier fut, en 1995, la fusion entre CEPME (crédit PME) et Sofaris (garantie) ,, pour créer la BDPME, la banque des PME. Ce regroupement fut opéré sous le gouvernement Alain Juppé par Alain Madelin  dans la suite des réformes entamées par Édouard Balladur (qui ont notamment créé le CODEVI).

Logotype d'Oséo.

Le regroupement s'est poursuivi en 2000 sous le gouvernement Jospin avec Laurent Fabius, et avec Nicolas Sarkozy en 2005-2008 , lorsqu'ANVAR Innovation est absorbée par BDPME pour créer Oséo Anvar. En 2007, Oséo Anvar est ensuite devenue Oséo Innovation.

#### CDC Entreprises
En parallèle de la création d'Oséo, la Caisse des dépôts et consignations, créée en 1816, a vu son rôle dans le financement des entreprises françaises se renforcer. Ainsi, en 1994, la Caisse des dépôts a lancé son premier programme de financement en fonds propres des PME, appelé PME Innovation. Ce programme est confié en 1998 à une filiale spécialisée, CDC PME, qui devient par la suite CDC Entreprises.
Le dispositif France Investissement, mis en place en 2006 avec des investisseurs institutionnels privés sous l'égide de l'Etat, permet à la CDC Entreprises de renforcer sa force de frappe financière,.

#### Fonds stratégique d'investissement

Logotype du Fonds stratégique d'investissement.

En 2008, et alors même que l'Etat français dispose déjà de deux organismes de gestion d'actifs avec la Caisse des dépôts et le Fonds de réserve pour les retraites, le président de la République Nicolas Sarkozy décide de la création d'un fonds souverain français, sur le modèle de Temasek Holdings, de Mubadala Investment Company ou de Norges Bank. Cette initiative se traduit par la naissance du Fonds stratégique d'investissement.

### Création et fonctionnement sous le mandat de François Hollande (2012-2017)
Bpifrance est créée en 2012 à l'issue du rapprochement entre ses trois prédécesseurs, Oséo, CDC Entreprise et le Fonds stratégique d'investissement. Son statut actuel, sous la forme de Bpifrance, a été créé sous le gouvernement Ayrault par la loi du 31 décembre 2012.

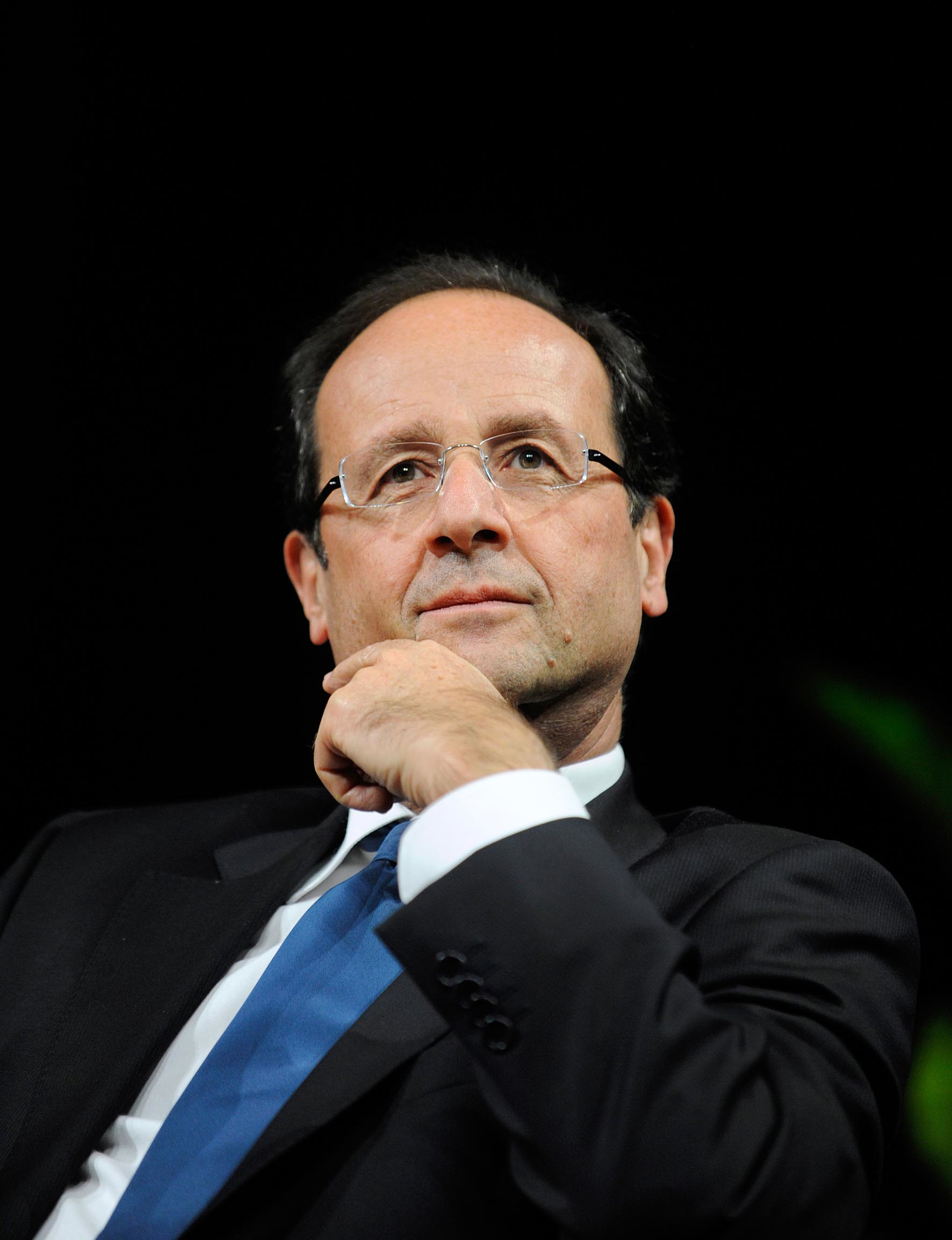
François Hollande, président de la République française (2012-2017) et initiateur du regroupement à l'origine de Bpifrance.

La création de ce type d'institution, pour soutenir l'économie française, qui était alors bousculée par la crise des subprimes, figurait au programme de plusieurs candidats à l'élection présidentielle de 2012, et notamment dans celui du socialiste François Hollande, où il déclarait : 

« Je créerai une Banque publique d'investissement. À travers ses fonds régionaux, je favoriserai le développement des PME et je permettrai aux régions, pivots de l'animation économique, de prendre des participations dans les entreprises stratégiques pour le développement local et la compétitivité de la France. Une partie des financements sera orientée vers l'économie sociale et solidaire. »

Le pouvoir socialiste, qui contrôle à l'issue des élections de 2012 l'Elysée ainsi que l'Assemblée nationale, s'attèle à mettre en œuvre cette promesse de campagne. Le nom de la marque « Bpifrance » est ainsi évoqué pour la première fois par le président de la République le 17 décembre 2012. Le premier conseil d'administration du nouvel organisme se tient à Dijon le 21 février 2013. Le 15 avril 2013, Nicolas Dufourcq, directeur général de la banque publique d’investissement, annonce la disparition des marques Oséo (anciennement BDPME, Anvar et Sofaris), Fonds stratégique d'investissement (FSI) et CDC Entreprises, au profit d’une marque unique, Bpifrance. Le 23 avril 2013, la Banque publique d'investissement adopte le nom Bpifrance et se dote d'un nouveau logo. Le 12 juillet 2013, la réalisation des apports de l'État et de la Caisse des dépôts à Bpifrance est achevée, et l'organisme est désormais doté d'un capital de 21 milliards d'euros.
Le Parti socialiste espère alors que Bpifrance fournisse aux entreprises françaises un important effort financier indirect, en soutenant l'investissement. Il est ainsi prévu initialement d'investir environ 12 Md€ d'ici 2017 dans les entreprises françaises. Bpifrance doit intervenir dans un contexte de resserrement du crédit bancaire, avec pour objectif de soutenir en priorité les PME exportatrices et les entreprises innovantes, en complément de l'offre des business angels (ou « capitaux risqueurs »).
Dans le cadre du Pacte de compétitivité, Bpifrance lance plusieurs produits bancaires à destination des entreprises, comme le préfinancement du crédit d'impôt pour la compétitivité et l'emploi et du crédit d’impôt recherche ou la garantie renforcement de la trésorerie. Bpifrance a continué de préfinancer le CICE jusqu'à sa suppression, malgré la proposition faite en janvier 2014 par François Hollande d'une baisse directe des charges aux entreprises à hauteur de 50 milliards d'euros, sur recommandation du MEDEF et moyennant des contreparties pour l'emploi. L'efficacité du CICE était déjà débattue à l'époque.
Le Plan Juncker entré en vigueur en 2015 et la très forte baisse des taux d'intérêt bancaires initiée par la Banque centrale européenne (BCE) permettent désormais aux entreprises d'emprunter à des taux proches de 0 % auprès de Bpifrance, mais aussi auprès de l'ensemble des établissements de crédit privés. Le positionnement de Bpifrance est donc en question : doit-elle par conséquent soutenir davantage les secteurs en difficulté qu'elle ne le fait actuellement, comparativement aux banques privées? Il est finalement envisagé en 2016 que les hausses successives de financements accordés laissent place à davantage de garanties à l'export et à de l'accompagnement.
L’article 103 de la loi de finances rectificative no 2015-1786 du 29 décembre 2015 prévoit le transfert de la gestion des procédures de garanties publiques au commerce extérieur de la Compagnie française d'assurance pour le commerce extérieur (Coface) à Bpifrance Assurance Export,. Cette activité est progressivement transférée entre 2015 et janvier 2017,. Elle engendre des risques nouveaux en particulier en Asie .
Mi-2017, Bpifrance crée un fonds d'investissement doté de 100 millions d'euros pour aider, à hauteur de 500 000 à 6 millions d'euros, les PME et ETI impliquées dans la transition énergétique et écologique, et en particulier dans l'efficacité énergétique et l'économie circulaire. Bpifrance, qui a en 2016 aidé 1 400 entreprises œuvrant à la transition énergétique pour un total d'1,4 milliard d'euros, commence ainsi à se concevoir comme « la banque de l'économie verte ».

### Évolution sous la présidence d'Emmanuel Macron (depuis 2017)
De nouveaux débats apparaissent sur Bpifrance à l'aube de l'élection présidentielle de 2017. Ainsi, Arnaud Montebourg et Emmanuel Macron, anciens ministres de l'Économie aux ambitions présidentielles, expriment leur souhait de voir Bpifrance s'impliquer dans le capital-retournement pour sauver certaines entreprises stratégiques,. Alain Juppé, candidat à la primaire de la droite et du centre, propose quant à lui de rationaliser davantage les interventions de la banque,. Les succès électoraux d'Emmanuel Macron puis de son parti La République En Marche en 2017 conduisent plutôt à une expansion de son périmètre d'intervention.
En avril 2018, Bpifrance et la Caisse nationale d'assurance-maladie (CNAM) signent un partenariat pour identifier les start-ups les plus prometteuses du monde de la santé connectée.
Début 2020, Bpifrance lance un fonds d'investissement destiné à soutenir les sociétés du secteur de la culture. Une aide qui avait été promise par Emmanuel Macron quelques mois plus tôt afin que les industriels français de la culture puissent lutter contre les géants américains et chinois. Ainsi, près de 225 millions d'euros seront débloqués en faveur du cinéma, de la musique, de l'édition, de la mode, du luxe ou encore des cosmétiques.

Logotype de France Relance.

En 2020, face à la pandémie de Covid-19 et aux difficultés financières qui en résultent pour les entreprises, la BPI est mobilisée au travers d'un plan de soutien économique d’urgence. Elle assure notamment le dispositif de prêts garantis par l'État (PGE), qui permet de soutenir les TPE et PME en manque de trésorerie dans leurs demandes de financement bancaire grâce à l'octroi d'une garantie. L'établissement est aussi mobilisé dans le cadre du renforcement des fonds propres des entreprises lancé par le Plan de relance sur deux aspects : le déploiement d'une garantie publique d'1 milliard d'euros pour les placements financiers qui obtiennent le label France Relance, ainsi qu'une garantie de 10 à 20 milliards d'euros pour des prêts participatifs accordables par les banques et assimilables à des quasi-fonds propres pour les entreprises.
En septembre 2020, Bpifrance et la Banque des territoires lancent un "plan climat" de 40 milliards d'euros sur 5 ans destiné à soutenir les entreprises françaises dans leur transition écologique. La priorité est donnée aux rénovations de bâtiments et au développement d'énergies renouvelables, dotés chacun de plus de 14 milliards d'euros. Le reste du budget devrait être consacré à l'innovation (5,6 milliards d'euros), à la mobilité (3,5 milliards d'euros) et à l'industrie (1,5 milliard d'euros).
Le 1er octobre 2020, Bpifrance lance son premier fonds de Private equity ouvert aux investisseurs particuliers. Baptisé BPI Entreprises 1, ce FCPR ambitionne d'inciter les particuliers à investir dans l'économie réelle. Il s'agit d'un fonds de fonds, qui doit détenir une participation de 5 % dans un portefeuille de 145 fonds d'investissement ayant investi dans 1500 entreprises entre 2005 et 2016, pour la plupart françaises et non cotées.
Par un arrêté du 10 décembre 2020, la fusion par voie d'absorption de la société anonyme Bpifrance par sa filiale la société anonyme Bpifrance Financement est autorisée. L'actif net de la société Bpifrance apporté à sa filiale est évalué à 21,8 milliards euros. L'article 4 de l'arrêté indique qu'à l'issue de l'opération, le capital social de la société Bpifrance Financement sera détenu par l'EPIC Bpifrance à hauteur de 49,3 % du capital, par la Caisse des dépôts et consignations à hauteur de 49,3 % du capital, et par des actionnaires minoritaires à hauteur de 1,4 % du capital.
En avril 2021, Bpifrance investit 100 millions de dollars dans Technip Energies.
En avril 2023, Bpifrance lance un troisième fonds grand public à destination des particuliers.
La Cour des comptes relève dans un rapport de 2023 que « plus de 200 collaborateurs de Bpifrance, dont les dirigeants, » ont massivement investi dans le fonds Bpifrance Entreprises 1 et doublé leur mise en moins de deux ans et demi, soit un gain d’un peu plus de 100 millions d’euros. La cour souligne que cette situation soulève « des questions déontologiques » et pourrait engager la responsabilité pénale de Bpifrance et de certains personnels pour prise illégale d’intérêts.

## Activités

### Missions
Bpifrance agit la plupart du temps en partenariat avec les acteurs privés, en tant que prêteur comme dans ses investissements en direct. Ses missions sont :
- Le financement de l’innovation, principalement sous forme de crédits bancaires (prêts à l'innovation, prêt à l'amorçage) et de façon minoritaire sous la forme de subventions (État/Régions) ;
- La garantie de prêts bancaires (principale ligne financée par l'État et inscrite dans les lois de finances et complétée dès 2016-2017 par la garantie à l'export)[52],[53];
- Le cofinancement, aux côtés des banques, de prêts bancaires à moyen et long terme ;
- Le financement des besoins à court terme (créances publiques et grands donneurs d'ordres privés) ;
- L’investissement en fonds propres, et en quasi-fonds propres, directement et via des fonds partenaires, dans les PME, les ETI et les grandes entreprises ;
- La distribution de l’ensemble des soutiens financiers à l’export[54].

Concernant le financement de l'innovation, Bpifrance a mis en place des dispositifs d'aide et subventions pour chaque stade de maturité du projet avec pour chacun des critères d'éligibilité spécifiques. À noter toutefois que dans l'appréciation du dossier de demande d'aide, BPI accorde une importance toute particulière aux fonds propres de l'entreprise. Bpifrance propose par exemple la bourse French Tech pour soutenir les créateurs. Elle est réservée aux startups innovantes de moins d'1 an. La startup auvergnate Whisperies l'a par exemple obtenue, au même titre que plateforme de prêts et d'emprunts d'objets entre particuliers Mutum, ou encore la plateforme de mise en relation entre particuliers et artisans du bâtiment VraimentPro.

### Partenariats
En juillet 2018, Bpifrance signe un accord de partenariat avec le Fonds de solidarité africain (FSA), une institution financière multilatérale de garantie. L'objectif général de ce partenariat est de promouvoir le développement du secteur privé et du secteur public marchand dans les pays membres du FSA. Bpifrance veut ainsi renforcer les capacités du FSA pour mieux répondre aux besoins des investisseurs dans sa zone d'intervention.
En février 2020, Bpifrance renforce son partenariat avec Mubadala, fonds souverain émirati, qui s'engage à investir dans le fonds Lac d'Argent destiné à soutenir les entreprises françaises cotées. Un nouveau protocole d'accord en matière de co-investissement en Afrique est conclu en juin 2021, suivi en décembre d'une allocation conjointe supplémentaire de 4 milliards d'euros dans le Franco Emirati Fund et les technologies françaises innovantes.

## Gouvernance et organisation
Bpifrance est détenu à parts égales par l'État et la Caisse des dépôts. Il regroupe en son sein les services auparavant assurés par plusieurs établissements financiers : Oséo (banque de prêt aux PME et de soutien à l'innovation), CDC Entreprises (dotation de fonds de capital investissement), FSI Régions (investissement direct dans les PME régionales) et le Fonds stratégique d'investissement (FSI) créé en 2008 par Nicolas Sarkozy. Elle dispose d'un budget de 42 milliards d'euros, dont 20 destinés à être prêtés et 10 consacrés à des investissements en fonds propres sur le quinquennat.

### Conseil d'administration
Un texte officiel prévoit que le Conseil d’Administration est composé de 15 administrateurs :
- Huit représentants des actionnaires, dont quatre représentants de l'État et quatre représentants de la Caisse des dépôts ;
- Deux représentants des régions ;
- Trois personnalités qualifiées, dont le Directeur général ;
- Deux représentants des salariés.

Représentants des régions :
- 2013-2014 : Ségolène Royal
- 2013-2015 : Jean-Paul Huchon
- depuis 2014 : Marie-Guite Dufay
- depuis 2016 : Hervé Morin

### Entités
Bpifrance comprend six entités, dont bpifrance SA, société faîtière détenue à 50 % chacun par l’État et la Caisse des Dépôts, qui assure le pilotage de l’ensemble du groupe.
Bpifrance a 42 implantations régionales.

## Données financières

### En quelques chiffres
Les données présentées ci-après sont issues du document d'enregistrement universel de Bpifrance jusqu'en 2021 puis des résultats financiers pour les années suivantes
,.
|                      | 2019   | 2020   | 2021   | 2022   | 2023   |
| -------------------- | ------ | ------ | ------ | ------ | ------ |
| Actifs sous gestion  | 36 065 | 41 604 | 44 412 | 50 300 | 52 000 |
| Produit net bancaire | 1 454  | 1 239  | 2 916  | 2 131  | 2 014  |
| Résultat net         | 1 018  | -121   | 1 829  | 1 503  | 1 114  |

### Portefeuille de participations
Parmi les participations cotées notables de Bpifrance au 28 octobre 2022, il faut compter :
- Albioma
- Arkema
- EssilorLuxottica
- Euroapi
- Eutelsat
- Exclusive Networks
- Faurecia
- Orange
- SEB
- Soitec
- Spie
- Stellantis
- Technip Energies
- Valeo
- Valneva SE
- Vallourec
- Worldline

Au 28 octobre 2022, Bpifrance détient également des participations dans les sociétés non cotées suivantes :
- Alan
- Aledia
- ClubFunding
- CMA CGM
- Doctolib
- EM Lyon Business School
- Exotec
- GreenYellow
- Mediawan
- Mirakl
- PayFit
- Seald
- Shift Technology
- Ÿnsect

Bpifrance a également eu par le passé une participation dans Eiffage.

## Controverses, critiques et polémiques

### Conflits d'intérêts
Au moment de l'annonce de la création de Bpifrance, plusieurs critiques sont émises : Bernard Accoyer (UMP) estime notamment que la banque publique pourrait devenir « le lieu de possibles conflits d'intérêts » du fait que « des élus régionaux pourraient avoir leur mot à dire », tandis que Jean-Louis Borloo (UDI) qualifie le projet de « fausse bonne idée » qui mêlerait « conflit d'intérêts », « chantage politique » et pourrait finir en « nouveau Crédit lyonnais ». Le manque de contrôle parlementaire de la structure fait l'objet de critiques récurrentes.
Avec la crise économique consécutive à la pandémie de Covid-19, les critiques sur les liens entre Bpifrance et le monde politique ressurgissent, l'établissement financier se lançant dans le retournement et le sauvetage d'entreprises, une activité risquée et exposée à des pressions au nom de l'emploi ou de l'indépendance nationale. Jusqu'alors, Bpifrance s'était refusée à intervenir pour secourir les canards boiteux, et notamment l'usine ArcelorMittal de Florange, ce qui avait conduit à une confrontation entre Nicolas Dufourcq et Ségolène Royal,.
L'influence de l'Etat sur Bpifrance et son instrumentalisation dans les conflits entre actionnaires font de nouveau l'objet de polémiques en 2022, lorsqu'une crise de gouvernance secoue Soitec, déchirée entre son conseil d'administration et son comité exécutif. Aux yeux des critiques, Bpifrance semble davantage servir les intérêts stratégiques de l'Etat français dans le secteur des semiconducteurs que celui de l'entreprise elle-même.
À l'inverse, certaines organisations syndicales et sociétés de presse considèrent que Bpifrance tend à faire primer des intérêts financiers de court-terme sur l'intérêt général, notamment en tant qu'actionnaire de Verallia. Bpifrance a ainsi approuvé la fermeture d'un four de l'entreprise à Châteaubernard ainsi qu'un plan de sauvegarde de l'emploi se traduisant par d'importantes suppressions de postes, tout comme l'utilisation d'une holding au Luxembourg à des fins fiscales ainsi que des délocalisations dans des pays étrangers. Des critiques similaires sont adressées à la banque publique pour sa gestion de sa participation dans Arjowiggins.

### Prise illégale d'intérêts
L'été 2023, le Parquet national financier ouvre une enquête préliminaire au sujet d'un fonds de private equity de Bpifrance pour les particuliers, dans lequel 200 salariés de la banque publique, dont le directeur général, ont eux-mêmes investi. Or ils pouvaient disposer d’informations privilégiées, ce qui aurait dû les écarter de la souscription.

### Rémunération des dirigeants
A l'occasion de la création de Bpifrance, soixante cadres de CDC Entreprises bénéficient d'un plan d'attribution d'actions gratuites leur permettant de récupérer la somme de 7,2 millions d’euros. Ce mécanisme, appliqué couramment dans les sociétés d'investissement à capitaux privés, est une forme de rémunération complémentaire « qui, d'après un rapport de la Cour des comptes, s’est ajoutée à des dispositifs existants déjà très généreux », le système, selon Le Monde, « échappant à tout contrôle ou presque »,,.
En novembre 2016, la Cour des comptes pointe du doigt la forte hausse de rémunérations des dirigeants, causant une augmentation des charges d'exploitation susceptible de diminuer les capacités d'investissement.

### Collaboration avec Amazon
En 2021, plusieurs partenariats entre Bpifrance et Amazon, qui sponsorise des évènements de la banque publique et héberge les attestations des prêts garantis par l'Etat, sont pointés du doigt,,,. La sénatrice Nathalie Goulet (UDI) juge ainsi que ces partenariats porte atteinte à la souveraineté numérique française et permettent au groupe américain d'accéder à des données sensibles sur la santé financière des entreprises françaises. En vertu du CLOUD Act, loi américaine à portée extra-territoriale, les services de renseignement des Etats-Unis peuvent en effet accéder aux données hébergées par des entreprises américaines, en ce compris Amazon Web Services,,. Pour accélérer la numérisation des TPE et PME françaises, Bpifrance a également conclu un partenariat avec la firme américaine, critiqué par le président de la Confédération des commerçants de France qui rappelle que la marketplace d'Amazon fait concurrence aux commerces locaux,.
Bpifrance et le secrétaire d'Etat au numérique, Cédric O, répondent à ces critiques en soulignant que les données transmises sont chiffrées et que seul Amazon avait les capacités techniques suffisantes pour héberger les données en cause et aider les entreprises françaises dans leur numérisation,.

### Rôle systémique dans le capital-risque en France
Bpifrance est également critiquée pour son omniprésence et son omnipotence supposées dans l'écosystème des jeunes pousses en France. Un article du magazine Challenges en 2019 cite ainsi François Véron, fondateur de Newfund, mentionnant le risque de voir l'action de la banque publique alimenter une bulle spéculative dans le capital-risque, tandis que l'absence de Bpifrance dans une levée de fonds est interprétée par certains investisseurs privés comme un signal négatif, les dissuadant de procurer des fonds.

## Communication

### Identité de marque
L’agence Saguez & Partners est retenue pour réaliser l’identité de la marque.

### Activité de lobbying
Bpifrance est inscrite, depuis 2013, au registre de transparence des représentants d'intérêts auprès de la Commission européenne. Elle déclare, en 2017, pour cette activité, des dépenses annuelles d'un montant compris entre 100 000 et 200 000 euros.
Pour l'année 2017, Bpifrance déclare à la Haute Autorité pour la transparence de la vie publique (HATVP) exercer des activités de lobbying en France pour un montant qui n'excède pas 200 000 euros.